# Championnats d'Europe de gymnastique artistique féminine 1957
Navigation
Cracovie 1959
Les 1er championnats d'Europe de gymnastique artistique féminine ont eu lieu à Bucarest en 1957

## Résultats

### Concours général individuel
| Rang               | Pays             | Gymnaste         | Saut  | Barres asymétriques | Poutre | Sol   | TOTAL  |
| ------------------ | ---------------- | ---------------- | ----- | ------------------- | ------ | ----- | ------ |
| Médaille d'or      | Union soviétique | Larissa Latynina | 9.666 | 9.500               | 9.666  | 9.633 | 38.465 |
| Médaille d'argent  | Roumanie         | Elena Teodorescu | 9.633 | 9.333               | 9.566  | 9.266 | 37.798 |
| Médaille de bronze | Roumanie         | Sonia Iovan      | 9.500 | 9.433               | 9.333  | 9.333 | 37.599 |
| 4                  | Hongrie          | Olga Lemhenyi    | 9.433 | 9.300               | 9.366  | 9.333 | 37.432 |
| 5                  | Union soviétique | Tamara Manina    | 9.433 | 9.133               | 9.333  | 9.500 | 37.432 |
| 6                  | Tchécoslovaquie  | Anna Marejkova   | 9.400 | 9.266               | 9.466  | 9.066 | 37.198 |
| 7                  | Tchécoslovaquie  | Eva Bosakova     | 9.533 | 9.155               | 9.400  | 9.100 | 37.166 |
| 8                  | Pologne          | Danuta Stachow   | 9.433 | 9.100               | 9.266  | 8.900 | 36.699 |
| 9                  | France           | Danièle Sicot    | 9.300 | 8.900               | 9.333  | 9.100 | 36.633 |

### Finales par engins

#### Saut
| Rang               | Pays             | Gymnaste         | Points |
| ------------------ | ---------------- | ---------------- | ------ |
| Médaille d'or      | Union soviétique | Larissa Latynina | 19.299 |
| Médaille d'argent  | Union soviétique | Tamara Manina    | 18.933 |
| Médaille de bronze | Roumanie         | Sonia Iovan      | 18.733 |

#### Barres asymétriques
| Rang               | Pays             | Gymnaste         | Points |
| ------------------ | ---------------- | ---------------- | ------ |
| Médaille d'or      | Union soviétique | Larissa Latynina | 19.466 |
| Médaille d'argent  | Roumanie         | Elena Teodorescu | 19.232 |
| Médaille de bronze | Tchécoslovaquie  | Eva Bosakova     | 19.066 |

#### Poutre
| Rang               | Pays             | Gymnaste         | Points |
| ------------------ | ---------------- | ---------------- | ------ |
| Médaille d'or      | Union soviétique | Larissa Latynina | 19.000 |
| Médaille d'argent  | Roumanie         | Sonia Iovan      | 18.999 |
| Médaille de bronze | Union soviétique | Tamara Manina    | 18.733 |

#### Sol
| Rang               | Pays             | Gymnaste         | Points |
| ------------------ | ---------------- | ---------------- | ------ |
| Médaille d'or      | Union soviétique | Larissa Latynina | 19.332 |
| Médaille d'argent  | Roumanie         | Elena Teodorescu | 19.266 |
| Médaille de bronze | Tchécoslovaquie  | Eva Bosakova     | 19.199 |